# فيرافانتي
فيرافانتي هو مشروب غازي بنكهة الفاكهة تم بيعه لأول مرة في عام 1878م في الإكوادور. حيث يُعد على انه من أوائل المشروبات الغازية التي تم بيعها تجاريا.
في عام 1991م استحوذت عليها شركة كوكاكولا.

## النكهات
```
كان متاحا لأول مرة بنكهة 
الفراولة
، ثم بنكهة 
التفاح
.
```

في صيف 2001م, تم أضافة نكهة العنب التي أستمرت ما يقارب سنة واحدة قبل أن تتوقف.
في المقابل نكهة التفاح الاخضر لم تنجح في السوق الإكوادوري.
أصبح شرب الفيرافانتي في الإكوادور من الثقافة الشعبية وعرفت بإختصار فيرا، وعرفت بإسم فيرا الفراولة أو فيرا التفاح.
نظرا للعدد الكبير من المهاجرين الإكواديوريين في إسبانيا، قررت كوكاكولا احضار نكهة الفراولة الى أسبانيا ووضعها تحت الأختبار لمدة 3 شهور بدءا من منتصف شهر تشرين أول 2006م.